# كولومبيا للتسجيلات
كولومبيا للتسجيلات هي شركة إنتاج أمريكية، تعود ملكيتها إلى الشركة اليابانية سوني للترفيه الموسيقي، تعمل تحت مجموعة علامة كولومبيا مع تسجيلات آوير، وقد تأسست في عام 1888، تطورت من مؤسسة في وقت سابق، شركة غرافوفون الأمريكية - خلفا لشركة غرافوفون فولتا،  تسجيلات كولومبيا هي أقدم علامة تجارية مسجلة مسبقا في الصوت.
ونشرَت شركة تسجيلات كولومبيا ألبومات كثيرة تمثّل عدّة أنواع الموسيقى وقائمة الموسيقيين الذين سجّلَتهم كما يلي: بول عنقا (Paul Anka) وليونارد كوهين (Leonard Cohen) وسو دراهايم (Sue Draheim) وبيلي هوليدي (Billie Holiday) وأيرون ميدن (Iron Maiden) وجانيس جوبلين (Janis Joplin) وكيك وويلي نيلسون (Willie Nelson) ورافي شانكار (Ravi Shankar).

## وصلات خارجية
- الموقع الرسمي